# (8053) Kleist
(8053) Kleist est un astéroïde de la ceinture principale.

## Description
(8053) Kleist est un astéroïde de la ceinture principale. Il fut découvert le 25 septembre 1960 à l'observatoire Palomar par Cornelis Johannes van Houten, Ingrid van Houten-Groeneveld et Tom Gehrels. Il fut nommé en honneur de Heinrich von Kleist, écrivain allemand. Il présente une orbite caractérisée par un demi-grand axe de 2,39 UA, une excentricité de 0,16 et une inclinaison de 1,6° par rapport à l'écliptique.

## Compléments